# Quad Flat Package

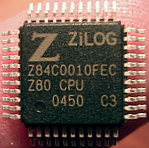
44-poliges QFP (ein Mikroprozessor Z80)

Quad Flat Package (QFP) bezeichnet in der Elektronik eine weit verbreitete Gehäusebauform für Integrierte Schaltungen. Die Anschlüsse (Pins) befinden sich an den vier Seiten des flachen Gehäuses. QFP werden als oberflächenmontierte Bauteile auf Leiterplatten gelötet.
QFP besitzen in der Regel 32 bis 200 Pins, die in einem Rastermaß (Pitch) von 0,4 bis 1 mm angeordnet sind. Bei weniger Anschlussbeinchen wird eher das Small Outline Package (SOP oder SOIC) verwendet, bei der die Pins an zwei gegenüberliegenden Kanten angeordnet sind. Für größere Pinzahlen findet oft das Ball Grid Array (BGA) Anwendung, bei dem die ganze Unterseite als Anschlussbereich dient.
Ein direkter Vorgänger des QFP war der Plastic Leaded Chip Carrier (PLCC), der einen größeren Pinabstand von 1,27 mm (50 mil) und eine deutlich größere Gehäusehöhe verwendet.

## Varianten

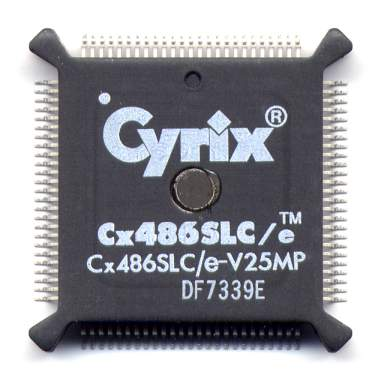
Bumpered Quad Flat Package (ein Mikroprozessor Cx486SLC)

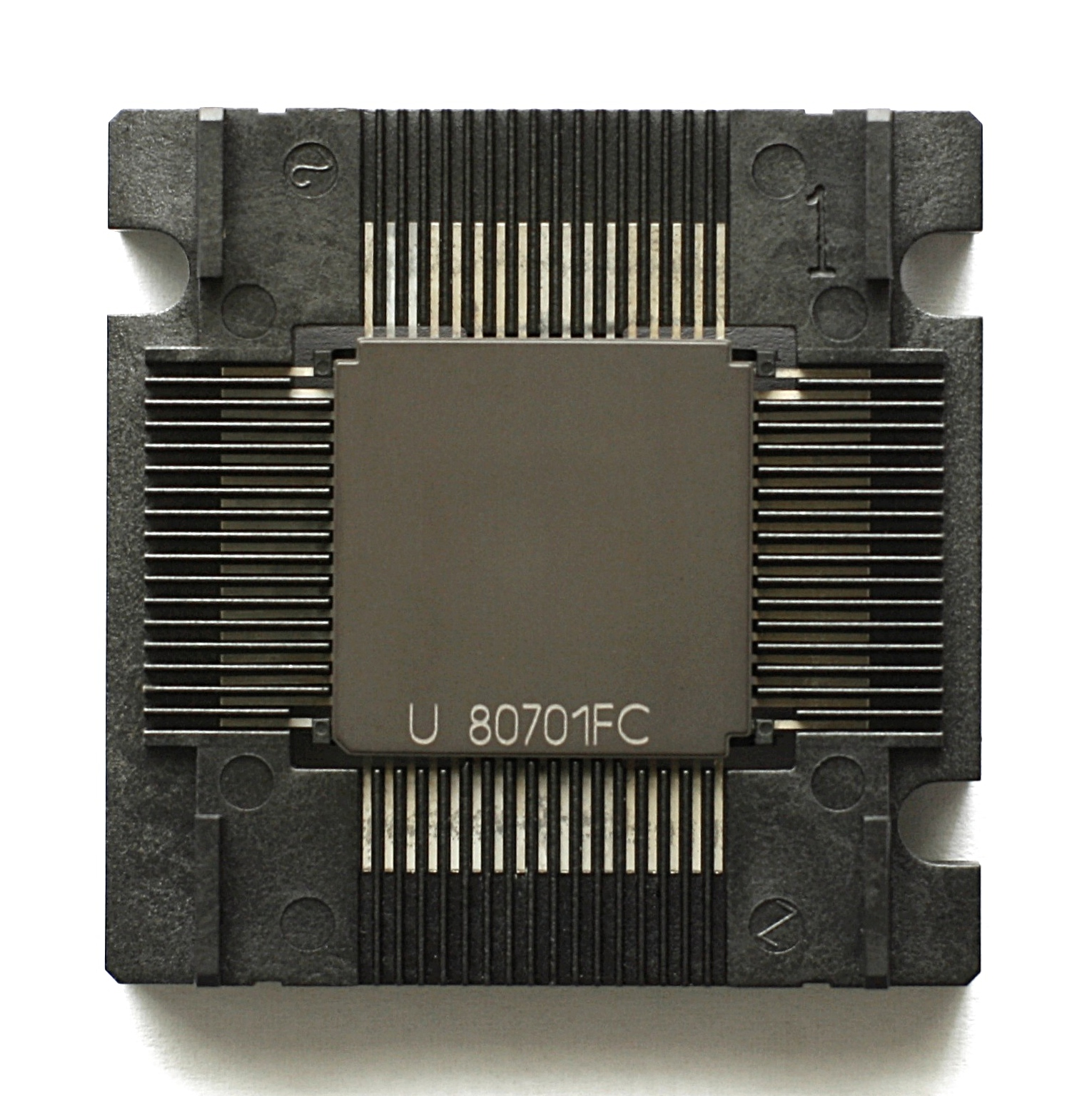
MME U80701 im CQFP-Gehäuse.

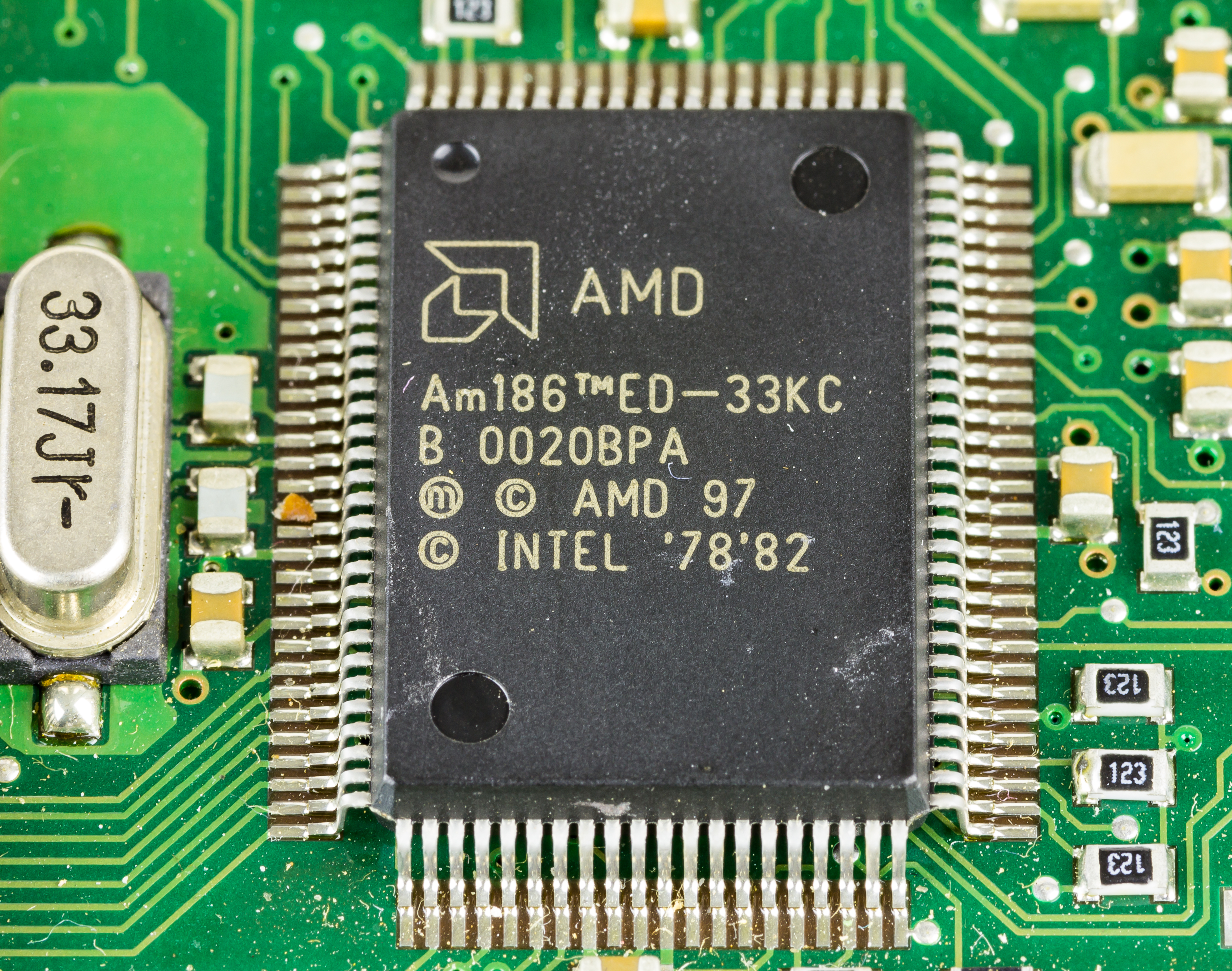
Am186 in einem „1&1 NetXXL powered by Fritz!“-Router von AVM (PQFP)

Ausgehend von der Grundform, einem flachen rechteckigen (oft quadratischen) Körper mit Pins an allen vier Seiten, wird eine Vielzahl von Bauformen verwendet. Diese unterscheiden sich meist nur in Pinzahl, Pitch, Abmessungen und verwendeten Materialien (meist um die thermischen Eigenschaften zu verbessern). Eine deutlich veränderte Variante ist das Bumpered Quad Flat Package (engl. bumper = Stoßstange), bei dem hervorstehende „Nasen“ an den vier Ecken die Pins vor mechanischen Beschädigungen schützen sollen, bevor das Bauteil eingelötet wird.
Die genauen Bezeichnungen sind herstellerspezifisch.
| BQFP:  | Bumpered    | Quad Flat Package                    |
| BQFPH: | Bumpered    | Quad Flat Package with Heat spreader |
| CQFP:  | Ceramic     | Quad Flat Package                    |
| FQFP:  | Fine Pitch  | Quad Flat Package                    |
| HQFP:  | Heat sinked | Quad Flat Package                    |
| LQFP:  | Low Profile | Quad Flat Package                    |
| MQFP:  | Metric      | Quad Flat Package                    |
| PQFP:  | Plastic     | Quad Flat Package                    |
| SQFP:  | Small       | Quad Flat Package                    |
| TQFP:  | Thin        | Quad Flat Package                    |
| VQFP:  | Very small  | Quad Flat Package                    |
| VTQFP: | Very Thin   | Quad Flat Package                    |